# Coregonus hoferi
Coregonus hoferi es una especie de pez de la familia Salmonidae en el orden de los Salmoniformes.

## Alimentación
Come zoo plancton e insectos pequeños.

## Distribución geográfica
Se encuentra en Europa: lago Chiemsee (Alemania ).